# Enfoque de Género en el Desarrollo
Enfoque de Género en el Desarrollo (GED) es una estrategia desarrollada a partir de los años 1980 que busca empoderar a las mujeres y conseguir la equidad entre los dos sexos humanos (considerándola como un derecho de dicha especie), en el contexto del desarrollo económico. En esta política se busca el desarrollo de las mujeres y los varones y se tienen en cuenta las relaciones entre ambos sexos. Surgió tras la estrategia Mujeres en el Desarrollo (MED), que considera las mujeres como el centro del problema.

## Primer enfoque GED
Se busca empoderar a las mujeres por medio de su acceso a los recursos, la autonomía y el poder. Se reconoce el triple rol del sexo femenino: productivo, reproductivo y comunitario.

## Segundo enfoque GED
Es el enfoque actual. Considera la equidad entre los dos géneros un derecho humano. Toma como necesarios para conseguir un desarrollo humano sostenible conseguir la igualdad y la justicia de género en el acceso y control de los recursos y el poder.

## Historia
Desde los avances alcanzados en la Conferencia Mundial sobre la Mujer de Beijing en 1995 la agenda del desarrollo ha tenido un avance muy irregular.
En el año 2000 se aprobó la Declaración del Milenio en la ONU asumida por Jefes de Estado y de Gobierno que en septiembre de 2001 establecieron los Objetivos de Desarrollo del Milenio. En su Objetivo 3 “Promover la igualdad entre los sexos y la autonomía de la mujer” establecía la referencia de la igualdad de género como uno de los valores de las relaciones del siglo XXI. Sin embargo en la práctica, el desarrollo de este objetivo se centró en educación, olvidando temas tan relevantes como la violencia contra las mujeres, los derechos sexuales y reproductivos o la feminización de la pobreza. También resultó especialmente difícil de medir por la falta de estadísticas desagregadas por sexo. En 2005 la Marcha Mundial de las Mujeres escribe un documento donde se señala la ausencia de metas e indicadores de empoderamiento salvo el dato de la presencia de mujeres en los parlamentos nacionales. Se critica que el tratamiento de las cuestiones de género se centre en un solo objetivo cuando debería ser un tema transversal ya que estas desigualdades atraviesan todos los ODM y deberían ser contempladas en cada uno de ellos. La ausencia del problema de la violencia de género o el abandono de un enfoque de derechos incluidos los sexuales y reproductivos son también objeto de cuestionamiento por los movimientos feministas.
En 2005 con la Declaración de París la comunidad de donantes y algunos países en desarrollo analizaron la eficacia de la ayuda se lanzó un proceso para que la cooperación fuera más efectiva en el desarrollo pero en la agenda de trabajo no se incorporó la perspectiva de género.  
En 2008 el Plan de Acción de Acra, incorpora algún avance en cuanto a igualdad de género, derechos humanos y sostenibilidad medioambiental. Los compromisos con la igualdad aparecen en cuatro de los 32 párrafos que contiene el informe, además de comprometerse los países donante y socios a establecer acuerdos realistas para que los objetivos garanticen la protección y la participación de las mujeres así como la necesidad de mejorar los sistemas estadísticos desagregando por sexo, región, categoría socioeconómica, etc. información necesaria para el diseño, implementación y evaluación de las políticas.
En 2010 Naciones Unidas en el informe de seguimiento de los ODM recogió las críticas y planteó claramente que la igualdad entre los géneros, el empoderamiento de la mujer y la erradicación de la pobreza son esenciales para el desarrollo económico y social, y para el logro de todos los ODM. Sin embargo para los movimientos de mujeres sigue siendo más valioso para trabajar el documento de la Plataforma de Acción de Beijing señala Peggy Antrobus, su marco teórico es consistente y mucho más comprehensivo. Se dirige a los temas de mujeres desde un enfoque de reproducción social y tiene en cuenta las realidades que viven las mujeres y sus formas de organizarse.
En noviembre de 2011 se celebra el Cuarto Foro de alto nivel sobre la Eficacia de la Ayuda en Busan, Corea del Sur. Un párrafo completo de la declaración (párrafo 20) está dedicado a resaltar la importancia que tiene la igualdad entre mujeres y hombres y el empoderamiento de las mujeres para un desarrollo basado en un crecimiento solidario y duradero. Se insiste en la necesidad de contar con unos indicadores desagregados por sexo (parr.20a), de integrar unos objetivos de igualdad que tengan como referencia los compromisos internacionales (parr.20b), y de tener en cuenta que todos los esfuerzos para el desarrollo deben tener en cuenta la igualdad y el empoderamiento de las mujeres (parr.20c) sin embargo desde las organizaciones feministas se reclama un compromiso más explícito con el enfoque de derechos puesto que los derechos de las mujeres son fundamentales para alcanzar un desarrollo basado en las personas, “los derechos de las mujeres, incluyendo el empoderamiento de las mujeres, son la piedra angular para el desarrollo sostenible y esta interrelación debe quedar reflejada en el documento final, en los bloques temáticos y en cualquier iniciativa política que se acuerde en Busan” y se alerta de los peligros se alerta de los peligros de considerar el empoderamiento de las mujeres como beneficioso para el crecimiento económico ya que esta es una visión reduccionista. El empoderamiento de las mujeres debe incluir “la autonomía física, económica y política de las mujeres así como promover el empoderamiento colectivo de las organizaciones y movimientos de las mujeres, y no sólo de manera individual o económica” (BetterAid 2011:4) si se plantea como objetivo la promoción de una ciudadanía democrática".

## Enfoques Tempranos

### Mujeres en el Desarrollo (Woman In Development)

#### Planteamiento teórico
El término "mujeres en el desarrollo" fue acuñado por primera vez por una red de profesionales de desarrollo femenino en Washington, a principios de 1970 quienes intentaron poner en tela de juicio las teorías de desarrollo existentes al cuestionar que el desarrollo económico tuvo impactos idénticos en mujeres y hombres. El movimiento de Mujeres en el Desarrollo (en inglés Women In Development, WID) ganó impulso en los años 1970, dirigido por el resurgimiento de los movimientos de mujeres en los países desarrollados, y particularmente a través de las feministas liberales que luchaban por la igualdad de derechos y oportunidades laborales en Estados Unidos. El feminismo liberal, postulando que las desventajas de las mujeres en la sociedad pueden ser eliminadas rompiendo las expectativas tradicionales de las mujeres ofreciendo una mejor educación a las mujeres e introduciendo programas de oportunidades equitativos, tuvo una influencia notable en la formulación de los enfoques de WID.
El enfoque de los movimientos feministas de los años 1970 y sus repetidos llamamientos por oportunidades de empleo en la agenda de desarrollo significaron que se prestó atención particular al trabajo productivo de las mujeres, dejando de lado preocupaciones reproductivas y bienestar social. Este enfoque fue impulsado por los defensores de WID, reaccionando al entorno de política general mantenido por las autoridades coloniales tempranas y las autoridades de desarrollo de la posguerra, en donde se hizo una referencia inadecuada al trabajo realizado por las mujeres como productoras, ya que casi todas ellas fueron identificadas como sus roles de esposas y madres. La oposición de WID a este "enfoque de bienestar" fue motivada en parte por el trabajo de Ester Boserup la economista danesa a inicios de la década de 1970, que desafió los supuestos de dicho enfoque y destacó el papel de las mujeres en la producción agrícola y en la economía.
Una línea dominante de pensamiento dentro de WID buscó vincular los problemas de las mujeres con el desarrollo, destacando cómo tales problemas actuaban como impedimentos para el crecimiento económico; este enfoque de "relevancia" surgió de la experiencia de los defensores de WID que demostró que era más efectivo si las demandas de equidad y justicia social para las mujeres estuvieran estratégicamente vinculadas a las principales preocupaciones de desarrollo, en un intento de que los organismos de desarrollo asumieran los objetivos de la política de WID. El enfoque de Mujeres en el Desarrollo fue el primer movimiento contemporáneo en integrar a las mujeres, específicamente, en la agenda más amplia de desarrollo y actuó como el precursor de movimientos precursores como la Mujer y el Desarrollo (en inglés Woman and Development, WAD), y por último, el enfoque de Género y Desarrollo, que se alejó de algunos de los aspectos criticados de la WID. 

#### Crítica
El Movimiento WID (Mujeres en el Desarrollo) enfrentó muchas críticas; este enfoque en algunos casos tuvo la consecuencia indeseada de representar a las mujeres como una unidad cuyos reclamos están condicionados a su valor productivo, asociando el aumento del estatus femenino con el valor del ingreso del efectivo en la vida de las mujeres. La visión del WID y clasificaciones similares basadas en el feminismo occidental aplicaron una definición general al estatus, experiencias y contribuciones de las mujeres y las soluciones para las mujeres en los países del Tercer Mundo. Además, el WID, a pesar de que abogó por una mayor igualdad de género, no abordó las relaciones y los roles de género desiguales en la base de la exclusión y la subordinación de género de las mujeres, en lugar de abordar las expectativas estereotipadas de los hombres. Por otra parte, la suposición subyacente dentro del llamado a la integración de las mujeres del Tercer Mundo con su economía nacional era que las mujeres no participaban en el desarrollo, por lo que minimizaban los roles de las mujeres en la producción doméstica y las actividades económicas y políticas informales. El movimiento WID también fue criticado por sus puntos de vista en el hecho de que el estatus de las mujeres mejorará al pasar al "empleo productivo", lo que implica que el movimiento al "sector moderno" debe realizarse desde el sector "tradicional" para lograr el progreso personal, lo que implica que los roles de trabajo "tradicionales" que a menudo ocupan las mujeres en el desarrollo inhiben el autodesarrollo.

## Lo que Propone el enfoque género en el Desarrollo
- Propone parte de un reconocimiento de la relación subordinada de las mujeres como un resultado del análisis de las relaciones entre hombres y mujeres en debidas situaciones, sin olvidar otras posiciones importantes como pertenecer a un grupo social, étnico, de edad, entre otras.
- Trata de promover lo que es la eficiencia y la identificación de oportunidades para así poder mejorar la redistribución de género y la equidad lo que viene siendo en las políticas, proyectos y programas de desarrollo.
- Este se basa en analizar las necesidades de las mujeres de una manera que no sea aislada y pasen a ser parte integrante de un análisis sobre las relaciones de género que hay en los hogares en la comunidad y en las instituciones.
- Se cuestiona el modelo de desarrollo dominante que existe, exigiendo un desarrollo humano donde todo sea más equitativo y sostenible.
- Piensa que todos los hombres y mujeres puedan participar en la identificación, diseño y ejecución de sus proyectos sociales.  

## Iniciativa Spotlight
La Unión Europea (UE) y las Naciones Unidas se han embarcado en una nueva iniciativa global orientada a eliminar todas las formas de violencia contra las mujeres y las niñas.
La iniciativa adopta ese nombre porque llama la atención sobre esta cuestión poniéndola en el punto de mira y convirtiéndola en el centro de todos los esfuerzos encaminados a hacer realidad la igualdad de género y el empoderamiento de la mujer, en relación con la agenda 2030 para el Desarrollo Sostenible. El nombre nos recuerda que, a menudo, la violencia tiene lugar en la oscuridad, se niega o se oculta y no puede sobrevivir a plena luz. También pone de relieve la importancia de invertir de manera específica en las mujeres y las niñas para alcanzar el desarrollo sostenible y hace visible este decidido y renovado compromiso de la UE y las Naciones Unidas.
La Iniciativa Spotlight realizará inversiones específicas a gran escala en Asia, África, América Latina, el Pacífico y el Caribe con el fin de mejorar considerablemente las vidas de las mujeres y las niñas. La iniciativa tiene el propósito de realizar nuevas inversiones en los ámbitos de la igualdad de género y el empoderamiento. Actualmente, la violencia contra las mujeres y las niñas es una de las violaciones de los derechos humanos más extendidas, persistentes y devastadoras del mundo. Puesta en marcha por la Unión Europea y las Naciones Unidas de la mujer y de renovar el compromiso en la materia como requisito indispensable y motor para hacer realidad todos los Objetivos de Desarrollo Sostenible (ODS). También se propone dirigir nuevos enfoques y nuevas alianzas de manera conjunta entre las Naciones Unidas y la UE para llevar a la práctica los ODS de manera integrada, con arreglo a sus respectivos mandatos. La iniciativa responderá a todas las formas de violencia que sufren las mujeres y las niñas, haciendo especial hincapié en la violencia doméstica; en la violencia sexual y por razón de género y en las prácticas tradicionales nocivas; en el feminicidio; en la trata de personas, y en la explotación sexual y económica (laboral). En consonancia con la Agenda 2030 para el Desarrollo Sostenible, la iniciativa incorporará plenamente el principio de «no dejar a nadie atrás».

## Agenda Regional de Género[16]
La Agenda Regional de Género, funciona de la mano con la Agenda 2030, es una propuesta hecha por la CEPAL en donde los gobiernos de América Latina y el Caribe asumen los acuerdos realizados en las reuniones realizadas en la Conferencia Regional sobre la Mujer de América Latina y el Caribe, enfocadas en la superación de las desigualdades de género.
Se propone que para lograr un desarrollo humano sostenible es necesario la eliminación de la brecha existente entre los avances y la realidad de las mujeres. Se involucra a la ciudadanía e instituciones para garantizar la participación política , social y económica de la mujer que llevará al desarrollo sostenible de la sociedad. Para lograr las estrategias de la Agenda se busca incluir a la mujer en la educación, salud, también en la contribución a la economía, en los procesos de decisión política y el respeto de los derechos humanos.

### XIII Conferencia Regional sobre la Mujer de América Latina y el Caribe[17]
A lo largo del desarrollo de las conferencias se ha logrado la aprobación de la Convención sobre la Eliminación de Todas las Formas de Discriminación contra la Mujer y la Plataforma de Acción de Beijing -realizado en la XIII Conferencia de Montevideo en 2016-.
Los ejes de políticas públicas que se implementaron y se pusieron en marcha en la XIII Conferencia Regional sobre la Mujer de América Latina y el Caribe constituyen:
1.      Marco Normativo
2.      Institucionalidad
3.      Participación
4.      Construcción y Fortalecimiento de Capacidades
5.      Financiamiento
6.      Comunicación
7.      Tecnología
8.      Cooperación
9.      Sistemas de Información
10.  Monitoreo, evaluación y rendición de cuentas

## Convocatorias relevantes para los derechos de las mujeres
Convocatorias internacionales relevantes para el avance de los derechos de las mujeres precedentes a los Objetivos de Desarrollo del Milenio de 2001.

### Global
- Conferencia sobre Medio Ambiente en Río (1992)
- Conferencia sobre DDHH en Viena (1993) en la que se reconoció que los derechos de las mujeres forman parte de los Derechos Humanos
- Conferencia de El Cairo, sobre Población y Desarrollo (1994) en la que se reconocieron los derechos sexuales y reproductivos de las mujeres
- Cumbre Mundial sobre Desarrollo Social (1995) que vincula igualdad y lucha contra la pobreza.
- Conferencia Mundial sobre la Mujer de Beijing (1995)

### África
- Carta Africana de DDHH y de los Pueblos (1981)
- Carta africana de DDHH y Bienestar del Niño (1990)
- Protocolo de Maputo (2003) Artículo 18